# ارباستان
ارباستان، روستایی از توابع بخش رودبنه شهرستان لاهیجان در استان گیلان ایران است.
زبان ساکنان این روستا گیلکی است.

## جمعیت
این روستا در دهستان شیرجوپشت قرار دارد و براساس سرشماری مرکز آمار ایران در سال ۱۳۸۵، جمعیت آن ۷۷۸ نفر (۲۱۱خانوار) بوده‌است.